# 乳原孝
乳原 孝（うはら たかし、1954年 - ）は、日本の西洋史の研究者。京都先端科学大学名誉教授。

## 経歴
出典
1954年　大阪府東大阪市に生まれる
1975年　関西学院大学文学部史学科入学
1979年　関西学院大学文学部史学科卒業
1981年　同大学大学院文学研究科修士課程修了
1984年　同大学院文学研究科博士課程単位取得、予備校講師
1998年　京都学園大学経営学部助教授
2003年　京都学園大学経営学部教授
2015年　京都学園大学人文学部歴史文化学科教授
2019年　京都先端科学大学人文学部歴史文化学科教授
2020年　京都先端科学大学人文学部歴史文化学科特任教授
2023年　京都先端科学大学名誉教授

## 研究分野
専門はアンデス、マヤなど古代ギリシア史、近世イギリスを中心とした西洋史の研究や日本の俳句史である。大学ではアンデス、マヤなど古代ギリシア史から研究を始め、30代ごろから、イギリスの大英図書館などで古文書調査を始め、16世紀のロンドンにあった「ブライドウェル矯正院」の史料から、犯罪者や浮浪者など当時の民衆の実態を明らかにした。研究内容は中世から近世にかけての同時代史料を用いて当時犯罪者や浮浪者やそれらを取り締まる監獄や刑法、拷問の実態を明らかにした。また、疫病に対する研究も行っており、流行する疫病を当時の人々がどのようにとらえ対処しようとしていたかについての研究も行っている。また、魔女裁判やハーメルンの笛吹き男といった伝説を当時の民衆の宗教観や死生観などからその実態を明らかにすることを目的とした研究を行っている。歴史学だけでなく思想や哲学、民俗学、文学、経済学、考古学といった多様な研究手法を取り入れながら研究を行っていることに特徴がある。
京都先端科学大学では西洋史、西洋史概説、西洋経済史、歴史学入門などを教えており、2016年ベストティーチャー賞を受賞している。

## 著書
- 『エリザベス朝時代の犯罪者たち －ロンドン・ブライドウェル矯正院の記録から－』嵯峨野書院、1998年
- 『「怠惰」に対する闘い　－イギリス近世の貧民・矯正院・雇用－』嵯峨野書院、2002年

### 編著
- 赤坂俊一・辻幸恵共著『流行と社会　－過去から未来へ－』白桃書房、2004年3月
- 共著『西洋世界の歴史像を求めて』関西学院大学出版会、2006年

## 論文
- https://cir.nii.ac.jp/all?q=%E4%B9%B3%E5%8E%9F%E3%80%80%E5%AD%9D&count=20&sortorder=1